# 본드 (영화)
본드(The Bond)는 미국에서 제작된 찰리 채플린 감독의 1918년 영화이다. 찰리 채플린 등이 주연으로 출연하였고 찰리 채플린 등이 제작에 참여하였다.

## 출연

### 주연
- 찰리 채플린

### 조연
- 에드나 펄비안스
- 시드 채플린
- 헨리 버그맨

## 제작진
- 미술: 찰스 D. 홀